# Carios salahi
Carios salahi är en fästingart som beskrevs av Harry Hoogstraal 1953. Carios salahi ingår i släktet Carios och familjen mjuka fästingar.
Artens utbredningsområde är Israel. Inga underarter finns listade.